# Joseph O’Connor
Joseph Victor O’Connor (Dublin, Írország 1963. szeptember 20. –) az egyik legnépszerűbb kortárs ír regényíró, de ír drámákat, filmforgatókönyveket és esszéket is. A híres énekesnő, Sinéad O’Connor bátyja.

## Kezdetek
Dublinban érettségizett. Angol irodalom és történelem szakra járt az University College, Dublin falai közé. Később tanársegéd lett az University College, Oxfordban és Leedsben, majd 1996-ig Londonban élt.

## Pályája
1989-ben kezdett el vasárnapi magazinokban publikálni. 10 évig dolgozott az ír The Sunday Tribune-nek és az Esquire magazinnak.
Első regénye, egy dublini punk rockzenész londoni kalandjait elmesélő Cowboys and Indians (1991) felkerült a Whitbread-díjra jelöltek listájára. Legnagyobb sikere, 2002-ben megjelent könyve, A tenger csillaga az ír történelem legtragikusabb esztendejében játszódik. 1847-ben ír férfiak és nők ezrei hagyják el az óhazát a hatalmas éhínség miatt és hajóztak az Amerikai Egyesült Államokba. A több szálon futó történet rákerült a The Economist 2003-as toplistájára és 2004-ben Írország legnagyobb könyvsikere lett. A könyvet 26 nyelvre fordították le.
2003-ban adta ki szerkesztői válogatását Yeats halott! címen az Amnesty International megsegítésére, amihez olyan neves írók írtak egy-egy humoros fejezetet, mint a Booker-díjas Roddy Doyle és a Pulitzer-díjas Frank McCourt.
Rendszeres közreműködője az Ír Rádió és Televízió (RTÉ) műsorainak.

## Magánélet
Egy öt gyermekes család legidősebb fiaként jött a világra. Testvérei: Eimear, John, Eoin és Sinéad. Sinéad O’Connor világhírű énekesnő. 13 éves volt, mikor szülei elváltak és a gyermekeket is külön választották egymástól. Saját bevallása szerint - boldogtalan gyermekkora volt és egész addig nem gondolt a gyerekvállalásra, míg a felesége terhes nem lett.
Élt New Yorkban, Londonban, és rövid ideig dolgozott Nicaraguában a Brit Szolidaritás Nicaraguával kampány keretében is, mielőtt visszatért a Dublinba, most Dalkey-ben él brit származású feleségével és fiukkal.

## Irodalmi művei

### Szépirodalmi regények
- Cowboys and Indians (1991)[4]
- Desperadoes (1993)
- The Salesman (1998)
- Inishowen (2000)
- Star of the Sea (2002)[5]
- Redemption Falls (2007)

### Novellák
- True Believers (1991)[6]

### Nem szépirodalmi kötetek
- The Last of the Irish Males (1993)
- Even the Olives are Bleeding: The Life and Times of Charles Donnelly (1993)
- The Secret World of the Irish Male (1994)
- The Irish Male at Home and Abroad (1996)
- Sweet Liberty: Travels in Irish America (1996)
- The Irish Male: His Greatest Hits (2009)
- The Best Bits of the Irish Male (2009)

### Antológiák
- Yeats is Dead! (2001)[7]

## Adaptációk

### Forgatókönyvek
- (1994) Stone of the Heart (rövidfilm) – rendezte Paddy Breathnach
- (1994) Ailsa – rendezte Paddy Breathnach
- (1995) The Long Way Home – rendezte Paddy Breathnach
- (2003) Red Roses and Petrol – rendezte Tamar Hoffs

### Színpadi művek
- (1995) Red Roses and Petrol
- (1997) The Weeping of Angels

## Magyarul megjelent művei
- Az ügynök; fordította M. Nagy Miklós. Európa Könyvkiadó, Budapest, 2003, ISBN 963-07-7322-8
- Yeats halott! Tizenöt kortárs ír szerző regénye; szerk. Joseph O'Connor, ford. Zsembery Péter; JLX, Bp., 2003, ISBN 963-305-187-8
- A Tenger Csillaga. Búcsú a régi Írországtól; fordította M. Nagy Miklós, Európa Könyvkiadó, Budapest, 2006, ISBN 963-077-977-3
- Megváltás Zuhatag; fordította Mesterházi Mónika, Európa, Bp., 2011, ISBN 9789630791601
- Árnyjáték. Fordította: Falcsik Mari. Helikon Kiadó, 2020.